# アガディール・アル・マシーラ空港
アガディール・アル・マシーラ空港（フランス語: Aéroport Agadir Al Massira、アラビア語: مطار المسيرة）は、モロッコのアガディールにある国際空港。2010年には162万人の旅客を取り扱った。

## 施設
10/28の方角に3200m×45mの滑走路を持ち、ボーイング747が着陸できる。駐機場は170000m²あり、10機のボーイング737と3機のボーイング747が駐機できる。

## 就航路線
| 航空会社                                       | 就航地                                                                                         |
| ---------------------------------------------- | ---------------------------------------------------------------------------------------------- |
| アドリア航空                                   | チャーター: リュブリャナ                                                                       |
| エアリンガス                                   | 季節運航: ダブリン                                                                             |
| アルバスター                                   | チャーター: ミラノ/マルペンサ                                                                  |
| ビンター・カナリアス                           | グラン・カナリア島                                                                             |
| ブリティッシュ・エアウェイズ                   | 季節運航: ロンドン/ヒースロー                                                                  |
| ブリュッセル航空                               | ブリュッセル                                                                                   |
| コンドル航空                                   | 季節運航: デュッセルドルフ, フランクフルト, ハノーファー, ライプツィヒ/ハレ, ミュンヘン        |
| イージージェット                               | ベルリン/シェーネフェルト, ロンドン/ガトウィック, Lyon, パリ/シャルル・ド・ゴール              |
| エンター・エア                                 | チャーター: ワルシャワ/ショパン, Wrocław, Katowice                                             |
| フィンエアー                                   | 季節チャーター: ヘルシンキ                                                                     |
| ゲルマニア                                     | 季節運航: ブレーメン, ドレスデン                                                               |
| ホリデイズ・チェコ航空                         | プラハ                                                                                         |
| ジェットエアフラ                               | ブリュッセル, マラケシュ, Oujda, パリ/オルリー                                                 |
| ジェット・タイム                               | チャーター: ビルン, コペンハーゲン                                                             |
| ルクスエア                                     | 季節運航: ルクセンブルク                                                                       |
| モナーク航空                                   | ロンドン・ガトウィック, マンチェスター                                                         |
| ノルウェー・エアシャトル                       | 季節運航: コペンハーゲン, オスロ/ガーデモエン, ストックホルム/アーランダ                       |
| オレンエア                                     | チャーター: モスクワ/シェレメーチエヴォ, サンクトペテルブルク                                  |
| ロイヤル・エア・モロッコ                       | カサブランカ, Dakhla, ラーヨウネ, パリ/オルリー 季節運航: Deauville, Metz/Nancy, ナント, Porto |
| ロイヤル・エア・モロッコ 運航はRAMエクスプレス | カサブランカ, Dakhla, ラーヨウネ                                                               |
| ライアンエアー                                 | サウスシャルルロワ, アイントホーフェン, マルセイユ                                             |
| スマートリンクス航空                           | チャーター: プラハ, リガ, タリン                                                               |
| トーマス・クック航空                           | チャーター: ロンドン/ガトウィック, マンチェスター                                              |
| トーマス・クック航空スカンジナビア             | 季節チャーター: ストックホルム/アーランダ                                                      |
| TUIエアウェイズ                                | ロンドン/ガトウィック, ロンドン/スタンステッド, マンチェスター                                 |
| トランサヴィア                                 | アムステルダム                                                                                 |
| トランサヴィア・フランス                       | リール, パリ/オルリー                                                                          |
| トラベルサービス航空 運航はスマートウィングズ  | 季節運航: プラハ, ワルシャワ/ショパン                                                          |
| トラベルサービス・ハンガリー                   | 季節運航: ブダペスト                                                                           |
| TUIフライ・ドイッチュラント                    | フランクフルト 季節運航: バーゼル/ミュールーズ, デュッセルドルフ, ハノーファー                 |
| ウクライナ国際航空                             | チャーター: キエフ/ボルィースピリ                                                              |
| ウィンドローズ航空                             | チャーター: キエフ/ボルィースピリ                                                              |

## 統計
モロッコ空港庁による統計情報
|              | 2010      | 2009      | 2008      | 2007      | 2006      | 2005      | 2004      | 2003    | 2002    |
| ------------ | --------- | --------- | --------- | --------- | --------- | --------- | --------- | ------- | ------- |
| 旅客機発着数 | –         | –         | 12,618    | 14,161    | 15,221    | 14,418    | 13,441    | 12,670  | 12,805  |
| 旅客数       | 1,627,485 | 1,456,217 | 1,455,194 | 1,502,094 | 1,433,353 | 1,315,752 | 1,160,127 | 975,181 | 934,433 |
| 貨物 (トン)  | –         | -         | 1,165.8   | 1,145.4   | 589.6     | 714,1     | 1,723.4   | 1,328.1 | 1,708.7 |

## 事件・事故
1994年8月21日、ロイヤル・エア・モロッコ630便が離陸してから10分後に墜落した。乗員、乗客44人全員が死亡した。パイロットによる計画的な犯行と見られている。